# Lord Gray

Wappen der Lords Gray

Lord Gray ist ein erblicher britischer Adelstitel in der Peerage of Scotland.
Familiensitz der Lords war früher Fowlis Castle bei Dundee in Angus und ist heute Airds Bay House bei Taynuilt in Argyll.

## Verleihung
Der Titel wurde 1445 für den schottischen Diplomaten und Politiker Sir Andrew Gray of Fowlis geschaffen.
Heute hat sein Nachfahre Andrew Campbell-Gray als 23. Lord den Titel inne.
Als schottische Lordship of Parliament ist der Titel auch in weiblicher Linie erblich. Als der 18. Lord 1878 von seiner Mutter den Lord-Titel erbte, hatte er bereits 1872 von seinem älteren Bruder den väterlichen Titel als 14. Earl of Moray geerbt. Als er 1895 kinderlos starb, beerbte ihn die Tochter seiner Tante mütterlicherseits als 19. Lady Gray, während das Earldom Moray an einen Enkel seines Onkels väterlicherseits fiel.

## Liste der Lords Gray (1445)
- Andrew Gray, 1. Lord Gray (1390–1469)
- Andrew Gray, 2. Lord Gray († 1514)
- Patrick Gray, 3. Lord Gray († 1541)
- Patrick Gray, 4. Lord Gray († 1584)
- Patrick Gray, 5. Lord Gray (1538–1608)
- Patrick Gray, 6. Lord Gray († 1611)
- Andrew Gray, 7. Lord Gray († 1663)
- Patrick Gray, 8. Lord Gray († 1711)
- John Gray, 9. Lord Gray († 1724)
- John Gray, 10. Lord Gray (1683–1738)
- John Gray, 11. Lord Gray (1716–1782)
- Charles Gray, 12. Lord Gray (1752–1786)
- William Gray, 13. Lord Gray (1754–1807)
- Francis Gray, 14. Lord Gray (1765–1842)
- John Gray, 15. Lord Gray (1798–1867)
- Madelina Gray, 16. Lady Gray (1799–1869)
- Margaret Murray, 17. Lady Gray (1821–1878)
- George Stuart, 14. Earl of Moray, 18. Lord Gray (1816–1895)
- Eveleen Smith-Gray, 19. Lady Gray (1841–1918)
- James Gray, 20. Lord Gray (1864–1919)
- Ethel Gray-Campbell, 21. Lady Gray (1866–1946)
- Angus Campbell-Gray, 22. Lord Gray (1931–2003)
- Andrew Campbell-Gray, 23. Lord Gray (* 1964)

Titelerbe (Heir apparent) ist der Sohn des aktuellen Titelinhabers Alexander Campbell-Gray, Master of Gray (* 1996).